# 대창고등학교
대창고등학교(大昌高等學校)는 대한민국 경상북도 예천군 예천읍 노상리에 있는 사립 고등학교이다.

## 학교 연혁
- 1922년 2월 15일 : 예천청년회 주최 예천 유도회 아래 사설 대창학원 설립, 예천 김석희 선생 원장 취임
- 1947년 2월 15일 : 대창공민학교로 교명 변경
- 1947년 11월 1일 : 대창공민학교로 승격
- 1949년 1월 17일 : 재단법인 대창학원 설립 인가, 대창 초급 중학교 설립 인가, 초대 교장 김석희 선생 취임
- 1950년 6월 1일 : 대창중학교로 교명 변경
- 1952년 12월 9일 : 대창고등학교 설립 인가
- 1953년 4월 15일 : 대창고등학교 개교식
- 1979년 4월 19일 : 도서관 개관
- 1989년 4월 18일 : 자운실(100석) 개설
- 2000년 11월 18일 : 벽천학숙 준공(생활관)
- 2002년 7월 25일 : 다목적 교실 준공
- 2003년 12월 20일 : 송대 도서관 리모델링
- 2007년 6월 11일 : 기숙사 증축공사 (학습실, 멀티실, 휴게실, 사감실) 완공
- 2012년 9월 1일 : 김경호 선생 학교법인 이사장 취임
- 2012년 12월 1일 : 실내체육관 준공
- 2013년 4월 15일 : 교과교실 준공(영어, 수학)
- 2013년 5월 1일 : 급식소 현대화 사업 완료
- 2014년 7월 18일 : 과학실 현대화 사업 완료
- 2024년 1월 5일 : 제69회(68명) 졸업식 거행(누적 졸업생 12,534명)
- 2024년 3월 1일 : 권오휘 선생 고등학교 제9대 교장 취임
- 2024년 3월 4일 : 2024학년도 입학식(입학생 89명)

## 참고 자료
- 대창고등학교 - 한국교육학술정보원 학교알리미